# Maubin
Maubin – miasto w Mjanmie, w prowincji Irawadi. Według danych na rok 2014 liczyło 43 111 mieszkańców.